# Bulbophyllum lanuginosum
Bulbophyllum lanuginosum är en orkidéart som beskrevs av Jaap J. Vermeulen. Bulbophyllum lanuginosum ingår i släktet Bulbophyllum och familjen orkidéer.
Artens utbredningsområde är Thailand. Inga underarter finns listade i Catalogue of Life.